# 朴所羅門
羅門 （韓語：로몬；1999年11月11日—），本名朴所羅門（韓語：박솔로몬；轉寫：Solomon Park），出生於烏茲別克的高麗族後裔，韓國男演員。童星出道，於2019年啟用藝名，2022年以Netflix《殭屍校園》打開知名度。

## 影视作品

### 電影
| 年份   | 片名                          | 角色   | 備註     |
| 2015年 | 《從地球到銀河系》            | 吉古   | 短片     |
| 2015年 | 《空蕩蕩的家》                | 尹燦   | 短片     |
| 2016年 | 《恐怖故事3：來自火星的少女》 | PZ3000 | 出道作品 |

### 電視劇
| 年份   | 電視台       | 劇名                     | 角色               | 備註 |
| 2014年 | MBC          | 《湔雪的魔女》           | 馬道賢（幼年時期） | 配角 |
| 2014年 | TV朝鮮       | 《百年的新娘》           | 崔姜洙（少年時期） | 配角 |
| 2016年 | SBS          | 《Doctors》              | 洪智弘（少年時期） | 配角 |
| 2017年 | MBC          | 《守望者》               | 尹時完             | 配角 |
| 2017年 | oksusu、B tv | 《復仇筆記》             | 申志勳             | 主演 |
| 2019年 | 騰訊視頻     | 《外貌至上主義》         | 拓文帥／Kris       | 主演 |
| 2022年 | Netflix      | 《殭屍校園》             | 李秀赫             | 主演 |
| 2022年 | Disney+      | 《第三人稱復仇》         | 池秀憲             | 主演 |
| 2024年 | U+Mobiletv   | 《聖水洞之吻》           | 蘇恩浩             | 主演 |
| 2024年 | Coupang Play | 《家族計劃》             | 白智勛             | 主演 |
| 2025年 | SBS          | 《雖然從今天開始是人類》 | 姜時烈             | 主演 |

## 獲獎和提名
| 年份   | 頒獎典禮             | 獎項                    | 作品         | 結果 | 參    |
| 2017年 | MBC演技大賞          | 兒童演員獎              | 《守望者》   | 提名 | [ 5 ] |
| 2023年 | 第21屆韓國導演選擇獎 | 新男演員獎              | 《殭屍校園》 | 提名 | [ 6 ] |
| 2025年 | 第4屆青龍系列大獎    | 電視劇部門 新人男演員獎 | 《家族計劃》 | 提名 | [ 7 ] |

## 外部連結
- 朴所羅門的Instagram帳戶
- 朴所羅門在NAVER上的资料
- 朴所羅門在Daum上的资料